# 奧蘭治兄弟會
奧蘭治兄弟會（Orange Order），正式名稱忠誠奧蘭治機構（Loyal Orange Institution），是一個國際新教兄弟會組織，主要在北愛爾蘭活躍，此外在蘇格蘭、英聯邦、美國、多哥共和國也有活動。在政治上，奧蘭治兄弟會是一個保守派集團，支持英国联合主义和阿爾斯特忠誠主義，在2014年苏格兰独立公投中支持反对独立一方。